# التقليل من أمر الهولوكوست
يُشير التقليل من أمر الهولوكوست إلى أي مقارنة أو تشبيه يهوّن مِن تأثير الهولوكوست، والإبادة الجماعية النازية بحقّ ستة ملايين يهودي أوروبي خلال الحرب العالمية الثانية. عرَّفت لجنة فيزيل التقليل هنا بوصفه استخدامًا تعسفيًا للمقارنات بهدف التهوين من أمر الهولوكوست واستسخاف فظائعها. في الأصل، أشارت كلمة هولوكوست إلى نوع من الأضحية التي تُحرق تمامًا حتى تصبح رمادًا؛ إنما بدءًا من أواخر القرن التاسع عشر، بدأت الكلمة تُستخدم للدلالة على إبادةٍ واسعة النطاق لمجموعة ما، إما من البشر أو الحيوانات. وصف المراقبون للإبادة الجماعية للأرمن في العام 1915 على أنها «هولوكوست».
يحدد مانفريد غيرشتينفيلد التقليل من أمر الهولوكوست بوصفه واحدًا من أحد عشر نموذجًا لتشويه الهولوكوست؛ ويعرّف التقليل من أمر الهولوكوست بأنه إطلاق اللغة الخاصة بوصف الهولوكوست على أحداث وأغراض لا علاقة لها بها. ووفقًا لديفيد رودرم، فإن الأمثلة على التقليل من أمر الهولوكوست تضمّ ذِكر اللورد ويغلي لتاريخ معسكر أوشفيتز لمعارضة الأسلحة النووية واستشهاد آل جور بواقعة ليلة البلور للدفاع عن البيئة.
في هذا الصدد، يقول كاتب المذكرات الناجي من الهولوكوست إيلي فيزيل، «لا يمكنني استخدام كلمة «هولوكوست» بعد الآن. أولًا، لأنه لا توجد كلمات، وثانيًا لأنها أصبحت مُبتذَلةً لدرجة تجعلني لا أستطيع استخدامها. فأي مصيبة تقع الآن، يُطلقون عليها اسم «الهولوكوست». لقد شاهدت ذلك بنفسي على التلفاز في البلد الذي أعيش فيه. فقد وصف معلّق رياضي هزيمة فريقٍ في مكان ما بأنه «هولوكوست». كما قرأت في جريدة بارزة تُنشر في كاليفورنيا تقريرًا لجريمة قتل ستة أشخاص وصفها الكاتب بأنها هولوكوست. وهكذا لم يعد لدي كلمات أخرى أستخدمها».

## أبرز الحالات

### هيستوريكيرشترايت
خلال هيستوريكيرشترايت (خلاف المؤرخين)، اعتبر العديد من العلماء أن الموقف الذي تبنّاه المثقفون المحافظون، وعلى رأسهم إرنست نولت، في نقاش تميّز الهولوكوست –والقائل بأن حالة الهولوكوست لم تكن فريدةً، وأنه ليس على الألمان تحمل أي مسؤولية خاصة بالذنب بسبب «الحل الأخير للمسألة اليهودية»، وأنه لم يكن هناك فرق من الناحية الأخلاقية بين جرائم الاتحاد السوفييتي وجرائم ألمانيا النازية، نظرًا لتصرف النازيين بتلك الطريقة خوفًا مما قد يفعله الاتحاد السوفييتي بألمانيا؛ أو أن المحرقة نفسها كانت ردة فعل على الثورة البلشفية والاتحاد السوفييتي –على أنه تقليل من أمر الهولوكوست وترديد لصدى الدعاية النازية.
كتب المؤرخ توماس كوني أن «كلما تبنى المؤرخون موقفًا مستفزًا، وكلما شككوا في فرادة الهولوكوست أو خصوصيتها، قوبلت أعمالهم بالرفض أو حتى الاشمئزاز، ويظهر ذلك بشكل أكثر وضوحًا وإثارة للجدل في حالة المؤرخ الألماني إرنست نولت في الثمانينيات من القرن العشرين».

### الصراع الإسرائيلي-الفلسطيني
أيما مقارنة لدولة إسرائيل بالنازيين، أو تشبيهٍ لمحنة الفلسطينيين بمحنة اليهود في ظلّ الاحتلال النازي تُنتَقد بوصفها تقليلًا من أمر الهولوكوست أو باعتبارها معاداة السامية. اتهمت رابطة مكافحة التشهير جلعاد آتزمون بالتقليل من أمر الهولوكوست وتشويهها على وجه التحديد في سياق القضية الفلسطينية. وبحسب رابطة مكافحة التشهير، استحضر آتزمون كلمة شوأه لوصف معاملة إسرائيل للفلسطينيين، ضمن غيرها من الانتهاكات.
أدان مركز الشؤون الإسرائيلية واليهودية الكنيسةَ الكندية المتحدة للتقليل من أمر الهولوكوست. ووفقًا لما ذكره مركز الشؤون الإسرائيلية واليهودية، فقد نشرت الكنيسة الكندية المتحدة وثيقة وردت فيها عبارةٌ تستنكر «الحرمان من الكرامة» بحق الفلسطينيين، والذي تمارسه لإسرائيل، مباشرةً بعد عبارةٍ مماثلةٍ تعترف «بحرمان اليهود من الكرامة الإنسانية» في الهولوكوست.
خلال زيارة له إلى برلين، قال الرئيس الفلسطيني محمود عباس لأولاف شولتس إن «إسرائيل قد ارتكبت... 50 مجزرة، و50 مذبحة، و50 هولوكوست»، ردًا على سؤالٍ عما إذا كان مستعدًا للاعتذار عن عملية ميونخ 1972 التي نفذها إرهابيون فلسطينيون. وصرح شولتس في رسالة إلى صحيفة بيلد أنه «بالنسبة لنا نحن الألمان، فإن أي إضفاءٍ للطابع النسبي على الهولوكوست أمرٌ لا يُحتمل وغير مقبول».

### ما بعد الشيوعية وذكرى الهولوكوست
وفقًا للمختصة بالعلوم السياسية يلينا سوبوتيتش، فقد جُيّرت ذكرى المحرقة في الدول الشيوعية السابقة لمحاولة محو الجرائم الفاشية والمشاركة المحلية في الهولوكوست، واستخدام صورها كأمثلة عن جرائم حقيقية أو متخيلة للدول الشيوعية. أوردت سوبوتيتش أمثلة محددةً عن كرواتيا وصربيا، لكن الحكومات في جميع أنحاء المنطقة «استخدمت المعالم العامة، والمتاحف والنُصب التذكارية لانتحال ذكرى الهولوكوست على المستوى الوطني، وتوظيفها لإنتاج ذكرى بصرية جديدة لماضيها في القرن العشرين تدعم أساطيرها القومية». وفقًا لسوبوتيتش، فإن هذا الشكل من التعديل التاريخي للهولوكوست وذاكرة ما بعد الشيوعية «انتشر على نطاق واسع وبدعم من الدولة لدرجة أن الرئيسة الكرواتية كوليندا غرابار كيتاروفيتش قد دعت في العام 2018 إلى إنشاء لجنة دولية لتحديد حقيقة معسكر اعتقال ياسينوفاتس بين العام 1941 والعام 1945، «ولكن بعد ذلك التاريخ أيضًا» –مما يشير إلى أن السردية القائلة بأن معسكر اعتقال ياسينوفاتس كان معسكرًا شيوعيًا بعد الحرب تلقى رواجًا الآن في قمة هرم السلطة».
انتقد تقرير صادر عن لجنة فيزيل مقارنة ضحايا الجولاج بضحايا الهولوكوست اليهود، كما ورد في الكتاب الأسود للشيوعية، واعتبر ذلك محاولة للتقليل من أمر الهولوكوست. أقام المتحف التاريخي لصربيا معرضًا حظي بترويج إعلامي كبير حمل عنوان «باسم الشعب –القمع السياسي في صربيا بين الأعوام 1944 – 1953». تذكر سوبوتيتش أن المعرض «وعد بعرض وثائق تاريخية جديدة وأدلة على جرائم الشيوعية، والتي شملت الاغتيالات، وعمليات الخطف، والاعتقالات في المعسكرات من أجل التنظيم الجماعي، والمحاكمات السياسية»، إنما عرض في الواقع «صورًا عشوائية ومنزوعةً من سياقها لما سُمّي «ضحايا الشيوعية»، والتي أظهرت أشخاصًا أبرياء، بالإضافة إلى العديد ممّن ثبت تعاملُهم مع الفاشيين، وأعضاء حكومة كفيشلينغ (الدمية)، والميليشيات اليمينية، وحركة مفارز تشيتنيك للجيش اليوغوسلافي المتحالفة مع دول المحور».
ومثالٌ آخر لقي إدانةً أكبر هو الصورة المعروفة لسجناء من معسكر اعتقال بوخنفالد، والتي عُرضت في القسم المخصص لمعسكر الحقبة الشيوعية للسجناء السياسيين في جزيرة غولي أوتوك في البحر الأدرياتيكي، ووصفت بأنها «مثال عن الظروف المعيشية لسجناء غولي أوتوك»، ولم تُصحح المعلومات حتى بعد فضح التحريف. وبعد احتجاج مؤرخي الهولوكوست، أُلصقت ملاحظة صغيرة أسفل الصورة كتب عليها: «أسرّة بطابقين للسجناء في معسكر داخاو».
في كتاب اتجاهات جديدة في تاريخ اليهود في الأراضي البولندية (2018)، يلاحِظ المؤرخ دان ميتشمان بأسفٍ أنه «من وجهة النظر اليوم، يمكن للمرء القول إن التركيز قد انصبّ حتى الآن بصورة أكبر على أوروبا الشرقية منذ يونيو 1941 فما بعد، وفي المقام الأول على مواقع القتل فيها باعتبارها مكان الهولوكوست. وسيجد المرء دراسات معاصرة تهمش بصورة تامة أو حتى تتجاهل أهمية القضايا الأساسية التالية في الهولوكوست: مثل ثلاثينيات القرن العشرين في ألمانيا والنمسا؛ واضطهاد وقتل اليهود في أوروبا الغربية والجنوبية؛ والخطوات الأولى للاضطهاد في تونس وليبيا؛ وجوانب أخرى من الهولوكوست مثل عمليات السلب الهائلة والحرب الثقافية التي تهدف إلى طرد الروح اليهودية».